# Ewangelicki Kościół Egiptu (Synod Nilu)
Ewangelicki Kościół Egiptu (Synodu Nilu) lub Koptyjski Kościół Ewangelicki, Ewangelicko-Prezbiteriański Kościół Egiptu (ang. Evangelical Presbyterian Church of Egypt) – największy Kościół protestancki w Egipcie. Przynależy do ewangelicyzmu reformowanego. Ma ustrój prezbiteriański.   
Prezbiterianizm został zapoczątkowany w Egipcie w 1854 roku przez Amerykańską Misję Prezbiteriańską. W oparciu o działalność tej organizacji w 1926 roku ukonstytuowany został Ewangelicki Kościół Egiptu jako samodzielna denominacja.
Kościół prowadzi w Egipcie 23 szkoły, był również założycielem pierwszych w Egipcie szkół podstawowych dla dziewcząt i uczniów ze specjalnymi potrzebami. Ponadto zaangażowany jest w pomoc humanitarną, społeczną i charytatywną. Prowadzi domy opieki, ośrodki dla młodzieży, trzy szpitale i cztery sierocińce. Prowadzi też walkę z analfabetyzmem. 
Wspólnota działa również w sferze ekumenicznej. Prowadzi dialog z Kościołami anglikańskimi i luterańskimi Maghrebu i Lewantu a także innymi Kościołami protestanckimi oraz Kościołem katolickim i Kościołami prawosławnymi na Bliskim Wschodzie (Koptyjski Kościół Ortodoksyjny).
Kościół działa także na rzecz porozumienia muzułmanów i chrześcijan.
Kandydaci na duchownych Kościoła przygotowywani są do posługi w Ewangelickim Seminarium Teologicznym w Egipcie, które kształci również pastorów z innych krajów bliskiego wschodu.
Zbory Kościoła istnieją również poza Egiptem: w krajach Bliskiego Wschodu i północnej Afryki.